# Fredericksburg (Virginia)
Fredericksburg è una città indipendente dalle contee (independent city) degli Stati Uniti d'America nello Stato della Virginia.

## Infrastrutture e trasporti
La città è servita dal servizio ferroviario suburbano Virginia Railway Express.